# Villa Rezzola

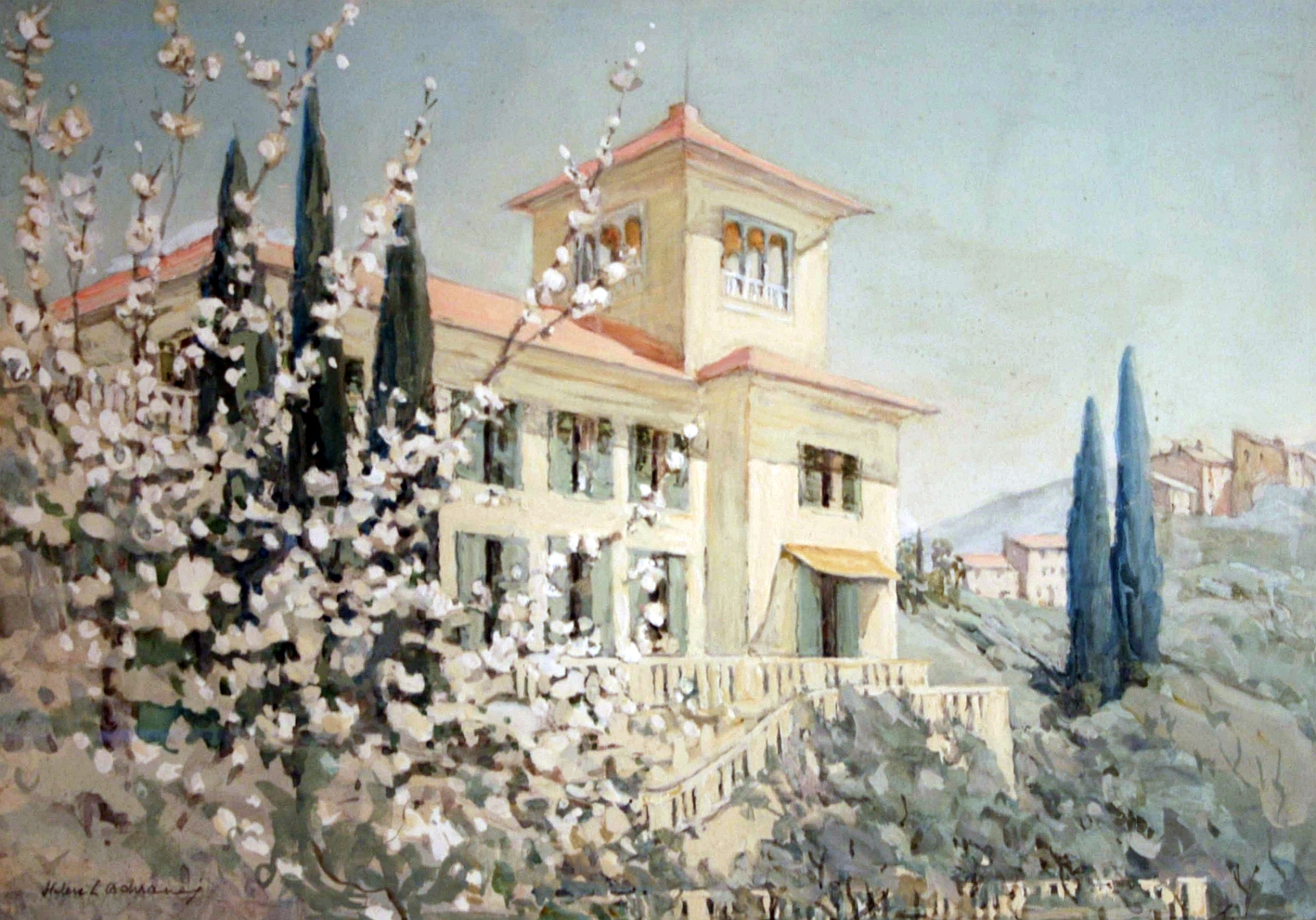
Helen Lavinia Cochrane: Villa Rezzola (um 1900)

Die Villa Rezzola ist ein italienisches Herrenhaus am Golf von La Spezia in der Nähe des Ortsteils Pugliola von Lerici mit einem großen, terrassenförmig angelegten Park, der zum Meer hin abfällt. Das Anwesen wurde 1951 in die Liste der Landschaftsschutzgüter des Landes aufgenommen und bietet einen außergewöhnlichen Blick auf den Golf von La Spezia.

## Geschichte

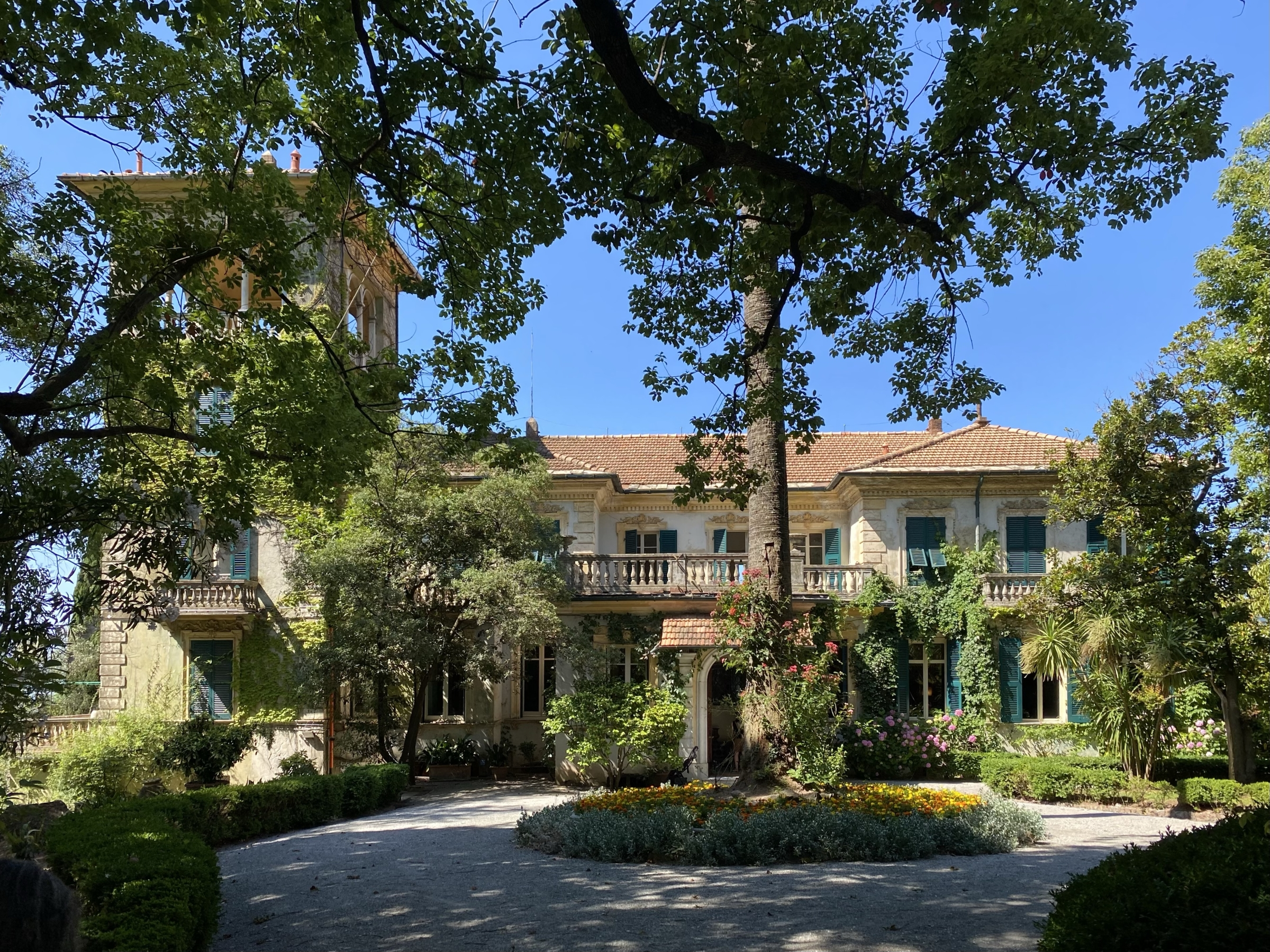
Zufahrt zur Villa Rezzola

Im 12. und 13. Jahrhunderts waren die Stadtstaaten Pisa und Genua in eine Reihe von See- und Handelskämpfen verwickelt. Die Gegend um die Villa Rezzola befand sich im Grenzgebiet der rivalisierenden Stadtstaaten. Daher wurden in dieser Gegend zahlreiche Burgen und Wachtürme gebaut oder man verstärkte die seit den Sarazenenüberfällen bestehenden Anlagen. Ein solcher Wachturm dürfte den Kern oder das Fundament des Wohnturms der Villa Rezzola bilden. Um 1250 gelangte die Gegend endgültig in den Machtbereich von Genua.
Mit dem Aufkommen des Rinascimento, insbesondere im 15. und 16. Jahrhundert, wurde Norditalien wohlhabender und der Landadel zahlreicher. Die Villa Rezzola scheint ab Mitte des 16. Jahrhunderts das Zentrum eines großen Besitzes der Adelsfamilie Botti di Lerici gewesen zu sein, das inmitten eines überwiegend mit Olivenbäumen bebauten Landstrichs gelegen war. Zum Anwesen gehörten auch zwei Bauernhäuser mit Ölmühlen, eines links vom Eingang der heutigen Villa, das andere lag weiter unten am Hang. Erstmals urkundlich erwähnt wurde das Gebäude anlässlich des Todes von Giovanni Botti 1627. Aus dem 18. Jahrhundert ist ein von Orazio und Elisa Botti bewohntes Gebäude dokumentiert, in das der mittelalterliche Turm zusammen mit einer Barbakane einbezogen war. Das Herrenhaus war in dieser Zeit als Villa Botti bekannt.

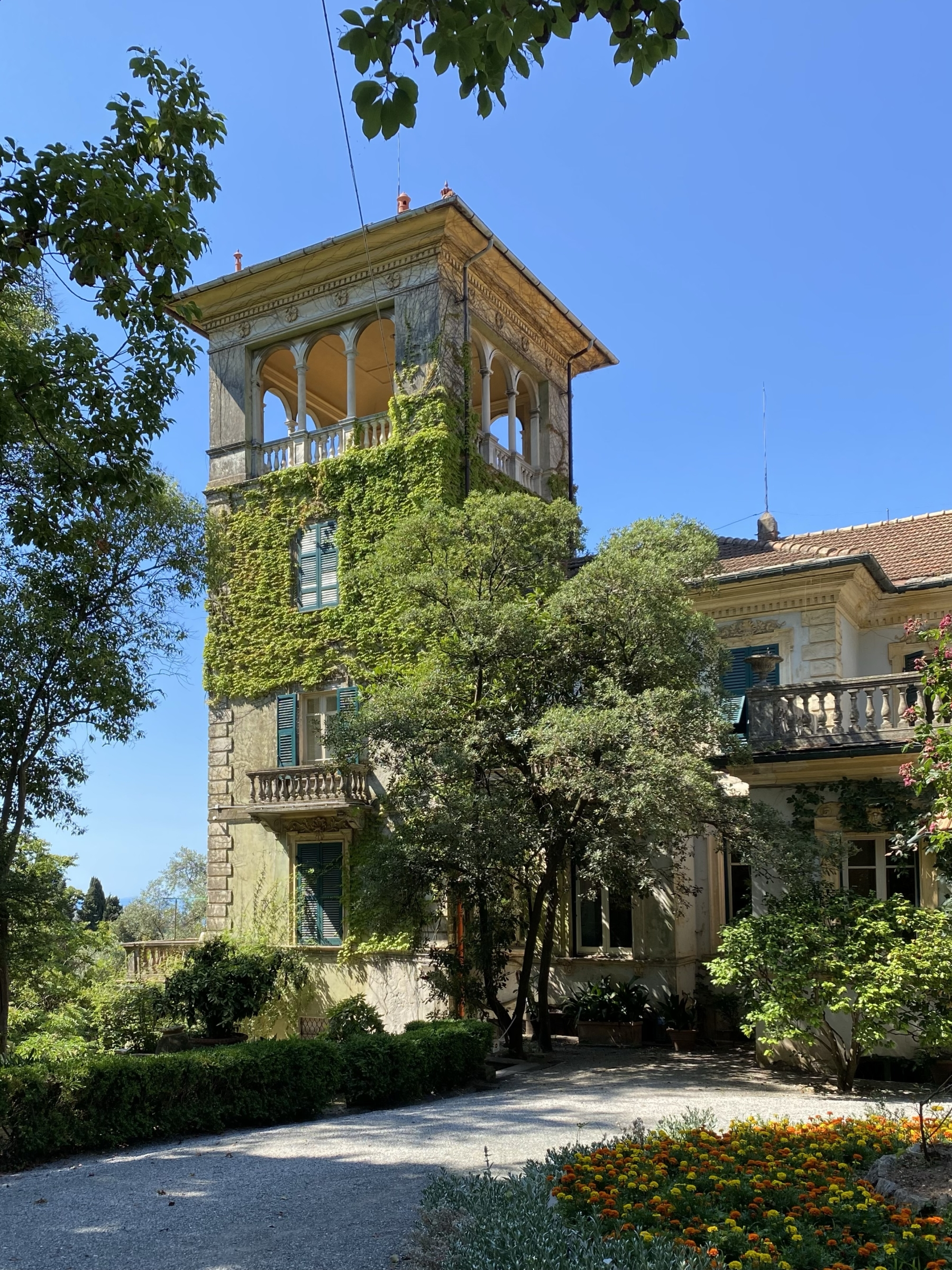
Wohnturm mit Loggia

Von etwa 1865 bis 1900 vermietete die Familie Botti das Anwesen an den Engländer George Henfrey (1822–1916), der ein Verfechter des Risorgimentos und Freund von Camillo Benso von Cavour war. Henfrey stammte aus Worsop in Nottinghamshire und war seit 1850 mit Emily Gibbes verheiratet. Zu dieser Zeit arbeitete er in Norditalien als Ingenieur für den Eisenbahnbau. Später erwarb er Schiffswerften, eine Fabrik zur Bleiverhüttung im Golf von La Spezia und Bleiminen auf Sardinien. Schließlich gründete er eine eigene Werft in Muggiano. Während seiner 35 Jahre in der Villa Resola, wie Henfrey das Anwesen nannte, wurden zwei seiner Kinder in der Villa geboren und wuchsen dort auf. Nach dem Tod seiner Frau verließ er die Gegend und folgte seinen Töchtern in das ländliche Wales.

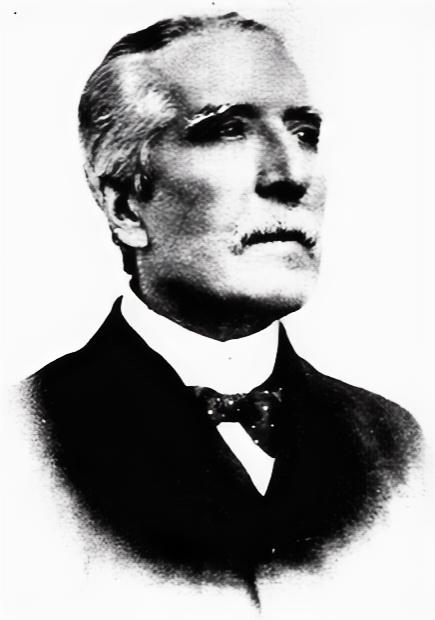
George Henfrey
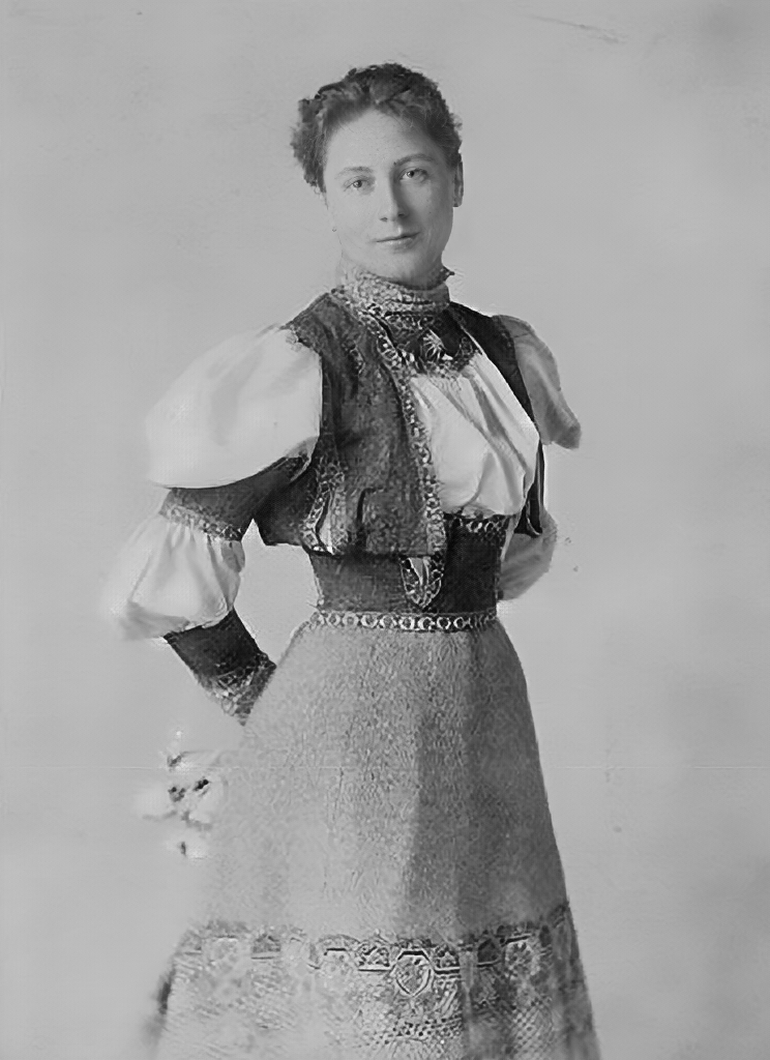
Helen Lavinia Cochrane
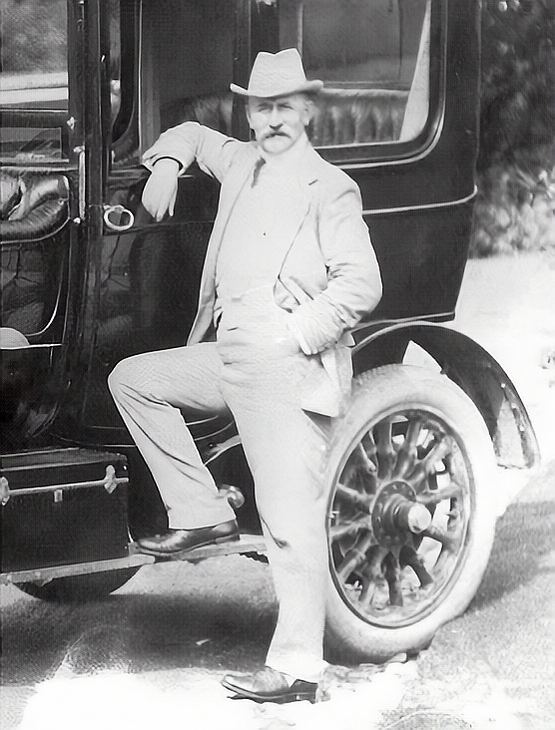
William Percy Cochrane
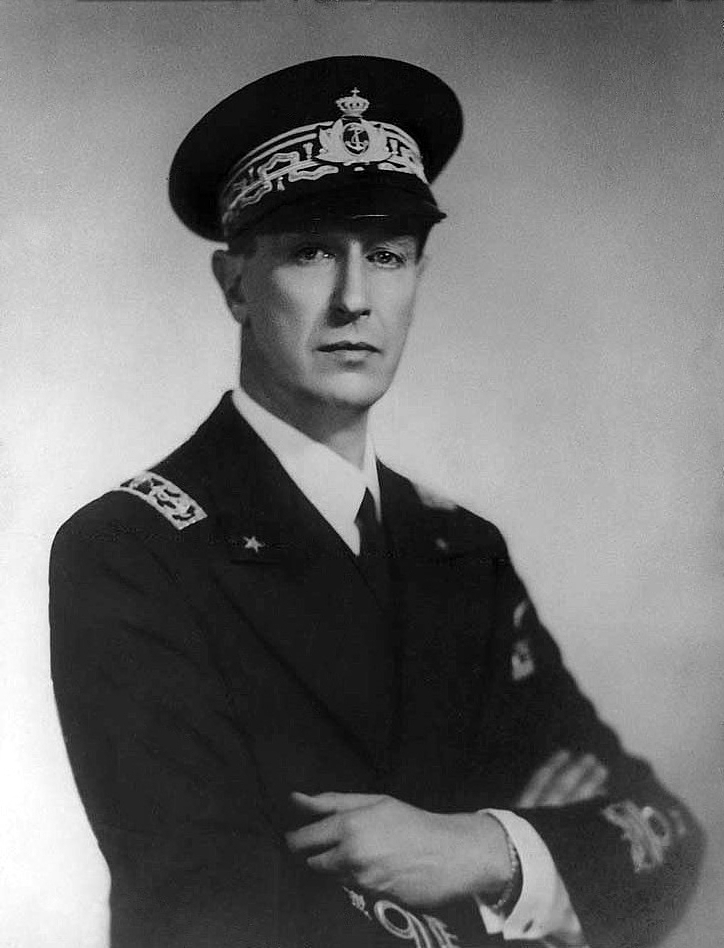
Aimone von Savoyen-Aosta

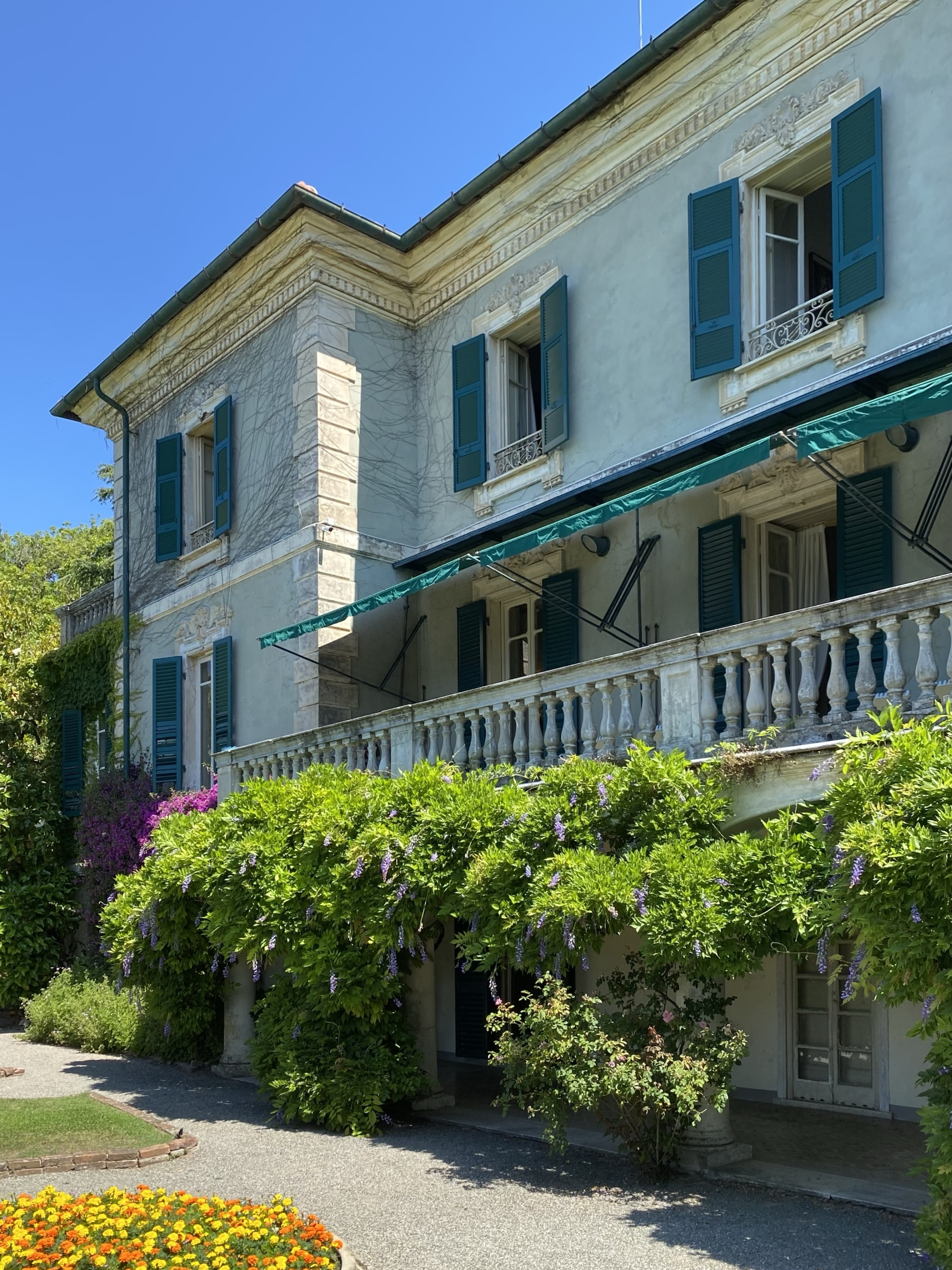
Balkon auf der Meerseite der Villa Rezzola

1900 verkaufte die Familie Botti das Anwesen an das englische Ehepaar William Percy Cochrane (1860–1937) und Helen Lavinia Cochrane (1868–1946). Percy Cochrane stammte aus einer wohlhabenden Familie und bezog seit dem Tod seines Vaters eine jährliche Apanage und die Hälfte der Gewinne des Familienunternehmens. Helen Cochrane hatte sich an verschiedenen Kunstschulen zur Malerin ausbilden lassen. Das Ehepaar hatte 1892 geheiratet und 1898 England verlassen, um sich zunächst in Menton niederzulassen. Zwei Jahre später zogen sie nach Pugliola in die Villa Rezzola. In der nahegelegenen Villa Magni in San Terenzo hatten sich der Dichter Percy Bysshe Shelley und seine Frau Mary Shelley aufgehalten. Lord Byron war bei ihnen zu Gast gewesen, weshalb die Bucht später auch als Golfo dei Poeti bezeichnet wurde. Insbesondere auf Helen Cochrane übten Land und Leute eine große Anziehungskraft aus. Sie fertigte zahlreiche Aquarelle und Zeichnungen von der Villa und der Umgebung an.

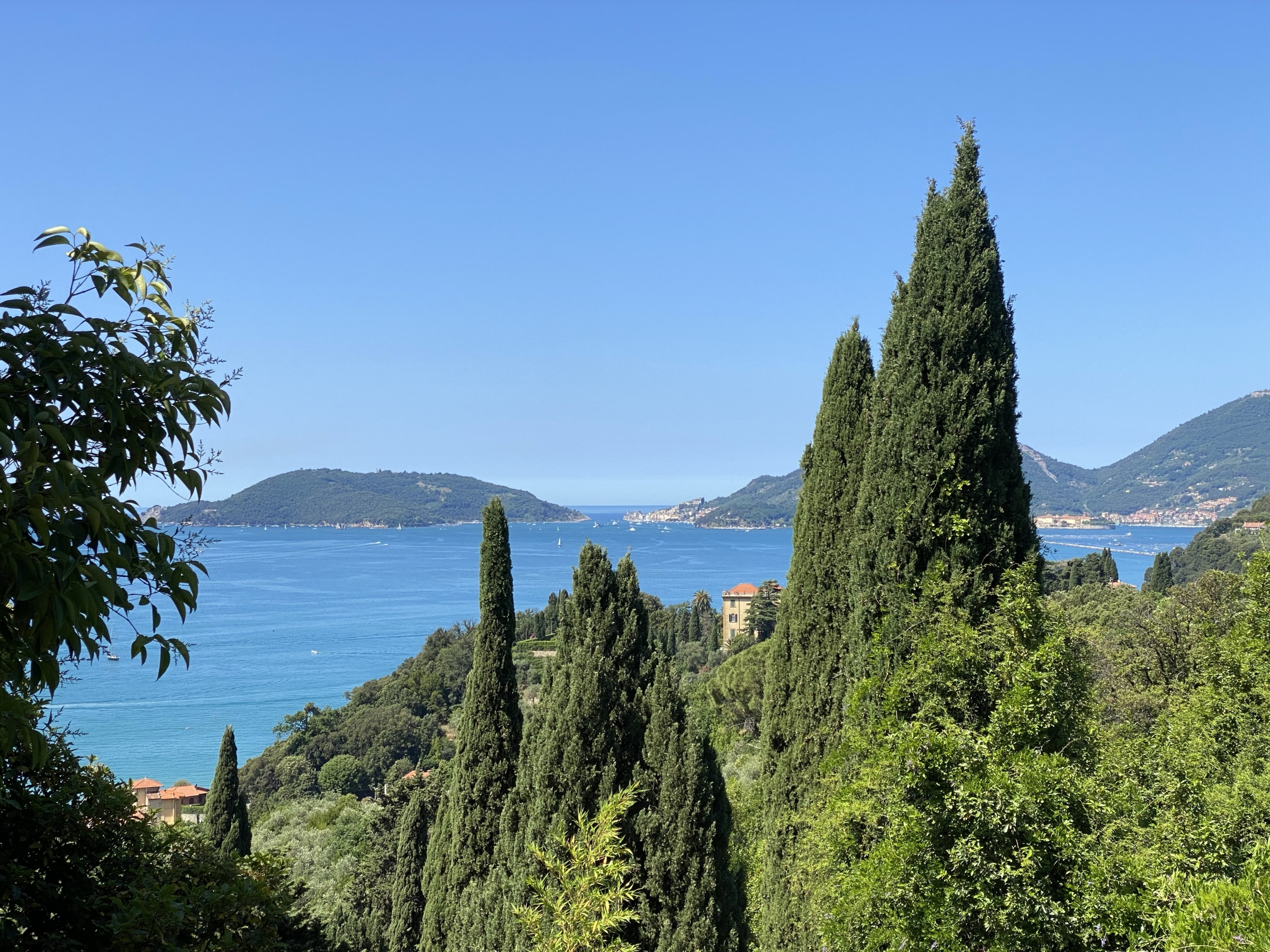
Blick vom Balkon über den Golf von La Spezia nach Porto Venere mit der Villa Marigola im Vordergrund

Die Cochranes ließen angesichts der schwierigen Lebensumstände der Bevölkerung auf eigene Kosten eine Reihe öffentlicher Arbeiten ausführen, darunter in Pugliola der Bau einer befestigten Straße und ein zweigeschossiges großes Kindergartengebäude mit Speisesaal. Im nahegelegenen Sarzana veranlassten sie die Erweiterung des Krankenhauses um ein Nebengebäude für Infektionskrankheiten. Für seine Bauern ließ Cochrane komfortable Bauernhäuser errichten und stellte auch moderne Ställe und Düngemittel bereit. Auch das Gelände um die Villa wurde aufwändig umgestaltet, ebenso die Villa.

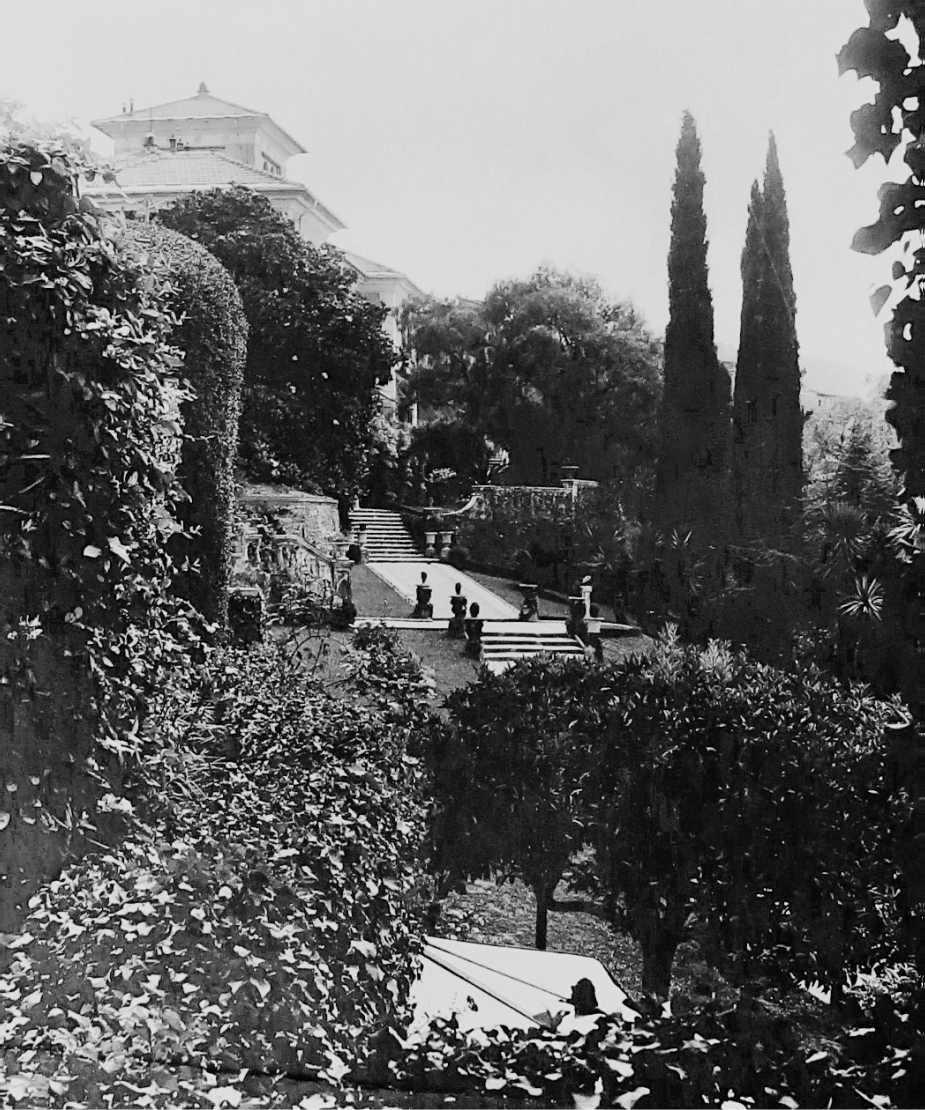
Der englische Park um 1920

Die Villa Rezzola war zu dieser Zeit Ort von zahlreichen Festlichkeiten und wurde häufig von Beamten und Offizieren der Armee und der Marine besucht, darunter die Admiräle Umberto Cagni, Enrico Morin, Leone Viale und der General Giuseppe Prudente. Zwischen 1913 und 1914 bewohnten D. H. Lawrence und seine spätere Ehefrau Frieda von Richthofen ein Haus in Fiascherino und besuchten regelmäßig die Cochranes in ihrer Villa. 1916 war Marie Curie zu Gast auf dem Anwesen. In dieser Zeit nannte man das Anwesen auch Villa Cochrane. Nach dem Kriegseintritt Italiens auf Seiten der Triple Entente gemäß dem Londoner Vertrag 1915 richteten die Cochranes in Sarzana ein modernes Kriegslazarett mit Operationssälen ein. Die Arbeitsabläufe im Lazarett beaufsichtigten Helen Cochrane als Direktorin und Percy Cochrane als Administrator.
Offenbar hatten sich Helen und Percy Cochrane im Lauf ihres Engagements für die vielen Kriegsopfer entfremdet, da sich das Paar nach Ende des Krieges trennte. Percy Cochrane verließ 1920 Pugliola und übersiedelte nach Menton. Helen Cochrane dagegen wohnte weiterhin in der Villa Rezzola und empfing prominente Persönlichkeiten, darunter die Künstler William Rothenstein und Max Beerbohm, der Physiker Oliver Lodge und die Malerin Emmeline Deane, die auch einige Gemälde vom Park der Villa anfertigte. Mitte der 1930er Jahre verschlechterten sich die Beziehungen zwischen dem faschistischen Italien und Großbritannien gravierend, so dass Helen Cochrane auch aus Angst vor Vergeltungsmaßnahmen des Regimes beschloss, Italien zu verlassen. Sie verkaufte 1935 die Villa Rezzola an die Contessa Mara Braida Carnevale und übersiedelte nach London, wo sie 1946 im Alter von 78 Jahren verstarb.

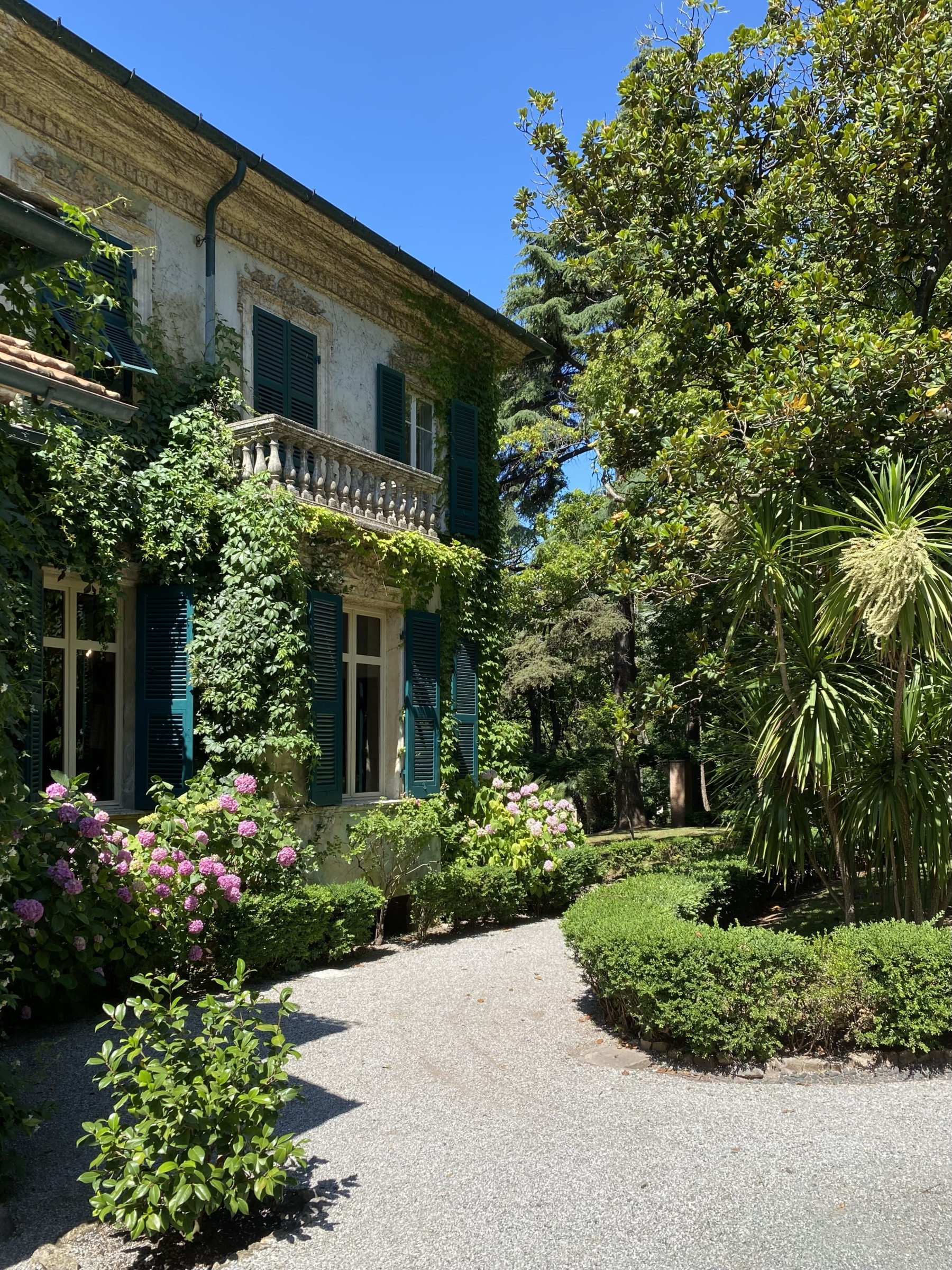
Villa und Garten

Das gesamte Anwesen wurde von der Immobiliengesellschaft der Contessa Carnevale erworben. 1936 bezog die Contessa zusammen mit ihrer Tochter Maria Adele (1926–2020) die Villa Rezzola und machte sie gelegentlich der Öffentlichkeit zugänglich. Nach Italiens Kriegserklärung an Frankreich und Großbritannien im Juni 1940 wurde Aimone von Savoyen-Aosta (1900–1948), ein Cousin des italienischen Königs Viktor Emanuel III., zum Kommandeur der Flottenbasis in La Spezia ernannt. Er wählte die Villa Rezzola als Hauptquartier und Privatresidenz. Die Contessa und ihre Tochter mussten daraufhin den Landsitz verlassen. Aimone von Savoyen-Aosta sollte König des faschistischen Kroatiens werden, trat seine Herrschaft allerdings nie an und blieb weiterhin in Italien.
Nach dem Sturz Benito Mussolinis und der Besetzung Italiens durch deutsche Einheiten im September 1943 (Fall Achse) kam der Golf von La Spezia mit seinem Kriegshafen unter deutsche Kontrolle. Aimone, der den Bruch des Bündnisses mit Hitler und den Abschluss eines italienischen Separatfriedens befürwortet hatte, schloss sich den italienischen Einheiten an, die nun auf der Seite der Alliierten kämpften. Im Zuge der Besetzung wurde Rudolf Jacobs mit dem Kommando über eine Batterie zur Küstenverteidigung zwischen La Spezia und Viareggio betraut. Zu diesem Zweck wurde die Villa Rezzola als Kommandozentrale requiriert. Jacobs dürfte sich zunächst regelmäßig in der Villa aufgehalten haben. Im Herbst 1943 desertierte Jacobs und schloss sich den Partisanen der Resistenza an. Im November 1944 kam Jacobs bei einem von ihm geleiteten Angriff auf eine Kaserne in Sarzana ums Leben. Nach Kriegsende wurden in Italien und Deutschland zahlreiche Ehrungen zu seinem Andenken gestiftet.
Als die alliierten Verbände im Rahmen der Frühjahrsoffensive in Italien 1945 in nach Ligurien vordrangen, nutzten die Amerikaner die Villa Rezzola als ihren lokalen Kommandoposten. Nach Kriegsende wurde der Landsitz kurzzeitig von Nonnen als Waisenhaus geführt. Anschließend kehrte die Contessa zusammen mit ihrer Tochter zurück. Die Familie Carnevale wurde Ende der 1940er Jahre Hauptsponsor eines Radrennens, das bis vor wenigen Jahren in Lerici stattfand. Anlässlich der Sportveranstaltung wurden Sportler, Journalisten und Schaulustige in der Villa beherbergt. Zu dieser Zeit nannte man den Landsitz auch Villa Carnevale.
Nach dem Tod der Mutter ging die Villa Rezzola in das Eigentum von Maria Adele Carnevale über, die von den Einheimischen Pupa genannt wurde. Sie war eine der letzten Vertreterin eines kultivierten Adels, der Schönheit suchte und förderte, der es aber auch verstand, den Wohlstand mit bescheidenen sozialen Klassen zu teilen. Die Einheimischen von Lerici verehrten Pupa für ihre Großzügigkeit und ihr Charisma und nannten das Anwesen La casa di Pupa. Regelmäßig verköstigte und beherbergte sie Kinder aus den Nachbargemeinden. Später heiratete sie Piero Gualberto Miniati. Daher ist der Landsitz auch als Villa Miniati bekannt. 1951 wurde das Anwesen in die Liste der Landschaftsschutzgüter des Landes aufgenommen und zu einem Ort des öffentlichen Interesses erklärt (Dichiarazione di notevole interesse pubblico).
Da die Ehe des Paares kinderlos blieb, beschloss Pupa Carnevale, nach ihrem Tod die Villa mit ihren Gärten dem Fondo per l’Ambiente Italiano (FAI) zu überlassen, damit sie bewahrt, verschönert und für Besucher zugänglich gemacht werden kann. Nach ihrem Tod 2020 wurden die ersten Restaurierungsarbeiten durchgeführt. Im April 2021 öffnete man das Anwesen für den Publikumsverkehr. Besichtigt werden können die Räumlichkeiten im Erdgeschoss und große Teile des Parks. Für die Restaurierung aller anderen Räume und weiterer Teile des Gartens erstellte die FAI einen fünf Millionen Euro umfassenden Restaurierungsplan.

## Das Haus
Vom 18. bis zum Ende des 19. Jahrhunderts scheinen keine größeren Umgestaltungen an der Villa der Bottis erfolgt zu sein. Erst die Familie Cochrane schuf die heute anzutreffende architektonische Form mit vorspringenden Balkonfenstern und innenliegenden Nischen, die typisch für bürgerliche Wohngebäude in England waren.
Im Erdgeschoss befinden sich ein Veranda-Eingang, eine Halle mit Haupttreppe und Servicebereiche, ein Wohnzimmer, ein Esszimmer, ein Kaminzimmer und ein Musikzimmer, das mit den Holzvertäfelungen und Rundbogenfenstern von den Unterhaltungsräumen des Victoria and Albert Museums in London inspiriert ist. Auf der Seite zum Meer hin befindet sich zwischen den Gebäudevorsprüngen ein langer Balkon, der einen außergewöhnlichen Blick auf den Golfo dei Poeti von Lerici bis Porto Venere bietet. Der Balkon im Erdgeschoss wird durch die Hanglage des Gebäudes ermöglicht, da unterhalb des Erdgeschosses ein zum Meer hin offenes Souterrain angelegt wurde. Im Obergeschoss befinden sich Schlafräume, Aufenthaltsräume und Badezimmer. Der Raum in der Spitze des Turms wurde als Loggia gestaltet, die weite Blicke auf das Meer und das Umland bietet.
Bei der Gestaltung der Böden achteten die Cochranes auf die Bewahrung des ligurischen Ambiente des 18. Jahrhunderts. Es finden sich mehrfarbige gepflasterte Böden, die mit arabesken Mosaiken und geometrischen Mustern verziert sind. Die spätbarocke Verzierung der Decken in den verschiedenen Räumen geht dagegen auf die Familie Carnevale zurück. Auch die Halle besitzt an der Decke eine Dekoration mit ineinander verschlungenen Zweigen und Bändern. Die Familie Carnevale veranlasste auch die Neugestaltung der Innentreppe aus Marmor. Die heute noch vorhandene Einrichtung stammt ebenfalls von der Familie Carnevale, die die Villa 1936 nahezu ohne Möblierung übernommen hatte. Möbel, Sofas, Teppiche, Gemälde, Drucke, Silberwaren, Porzellan und weitere Kunstobjekte wurden für die Aufenthaltsräume, Esszimmer, Schlafzimmer, Gästezimmer, Treppenhaus usw. angeschafft.

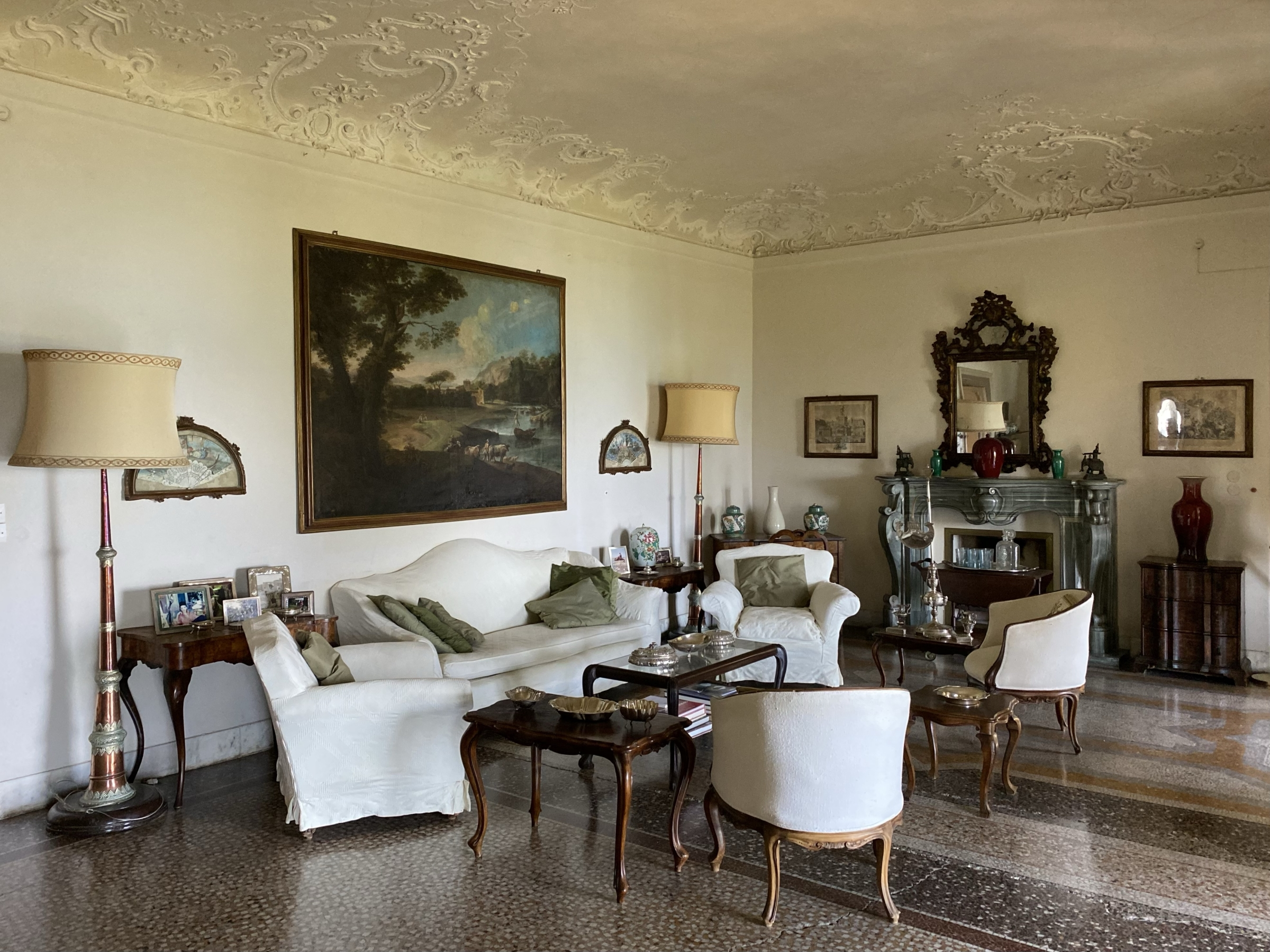
Wohnzimmer
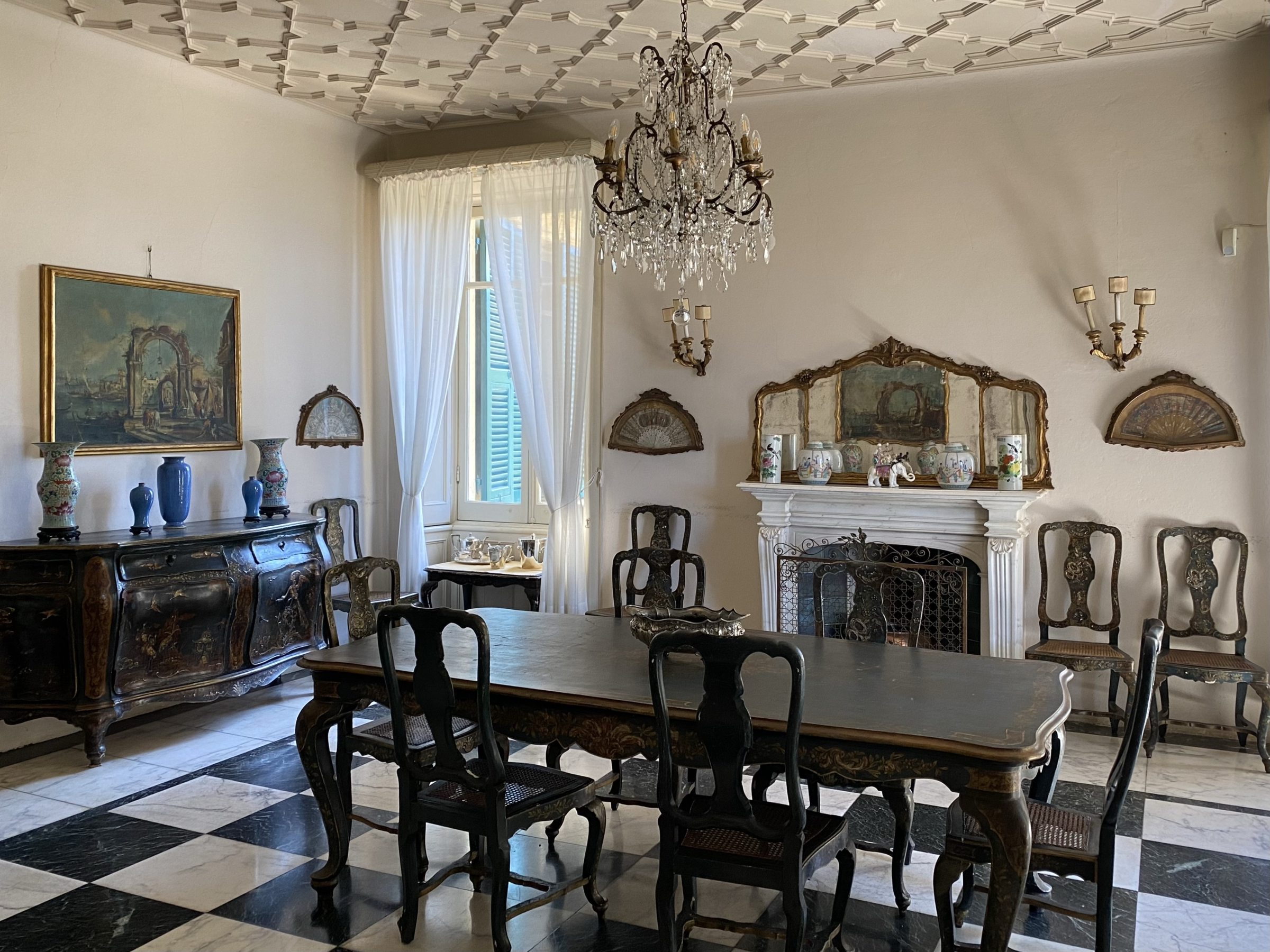
Esszimmer
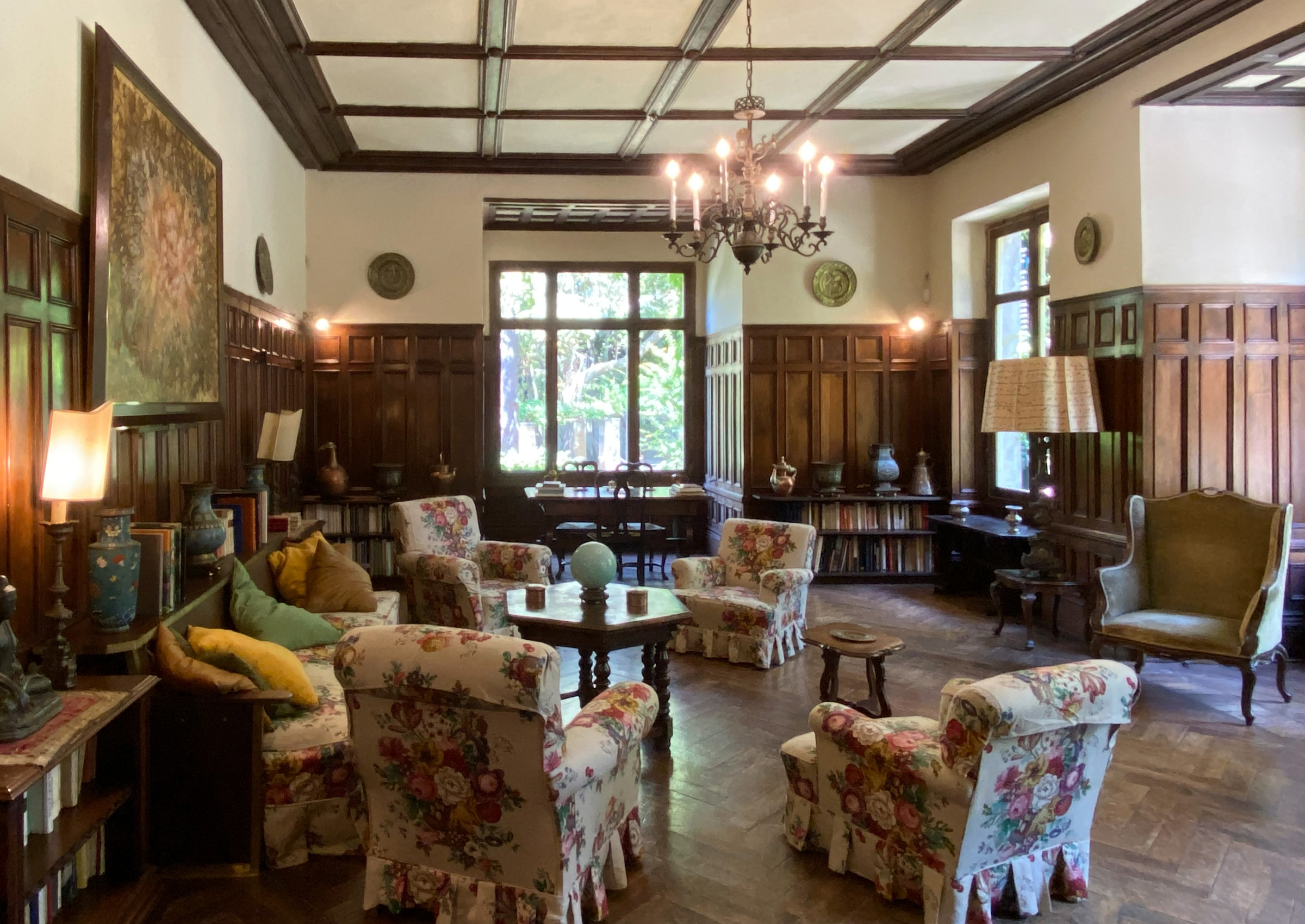
Musikzimmer
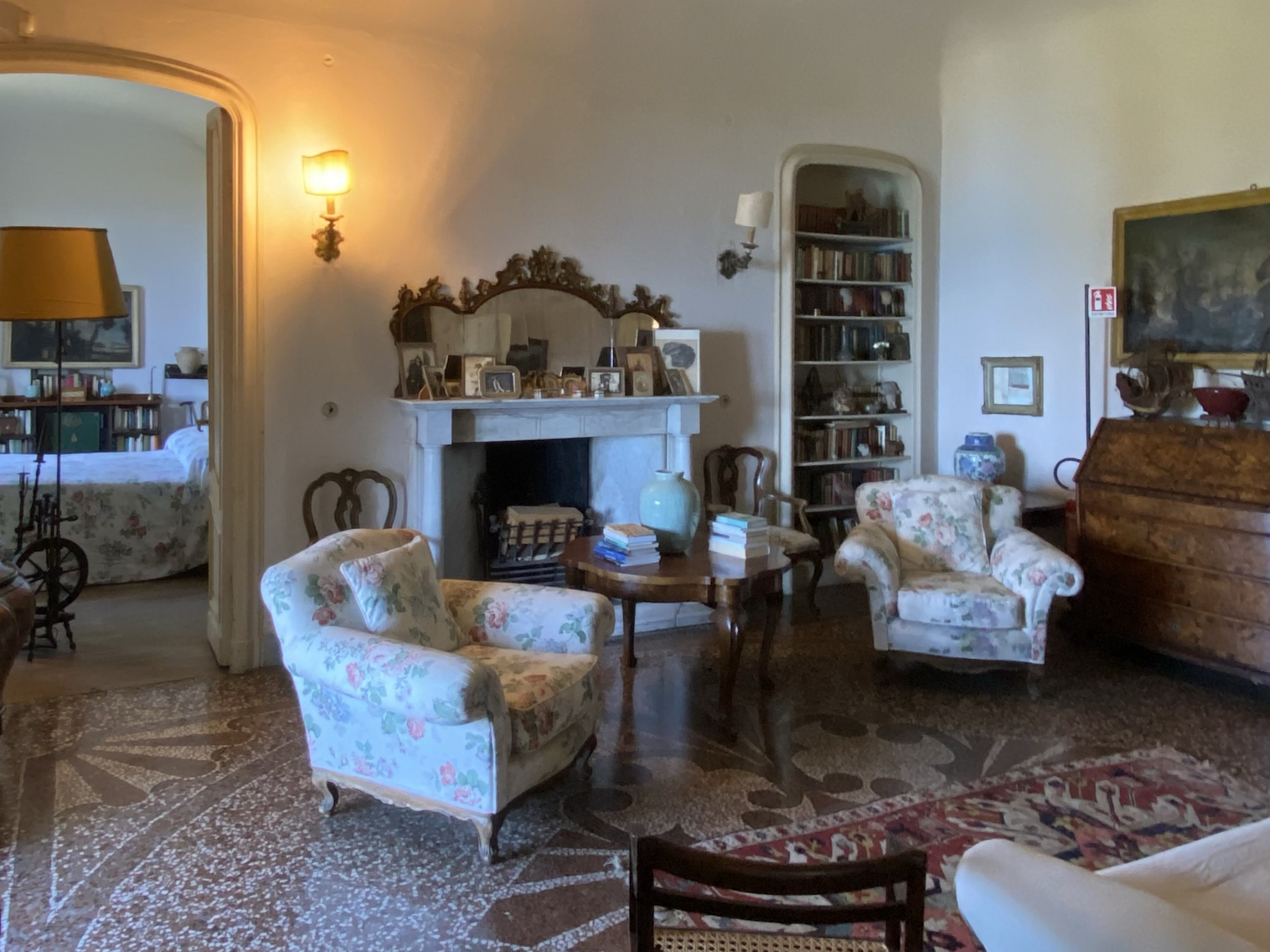
Kaminzimmer

## Der Garten

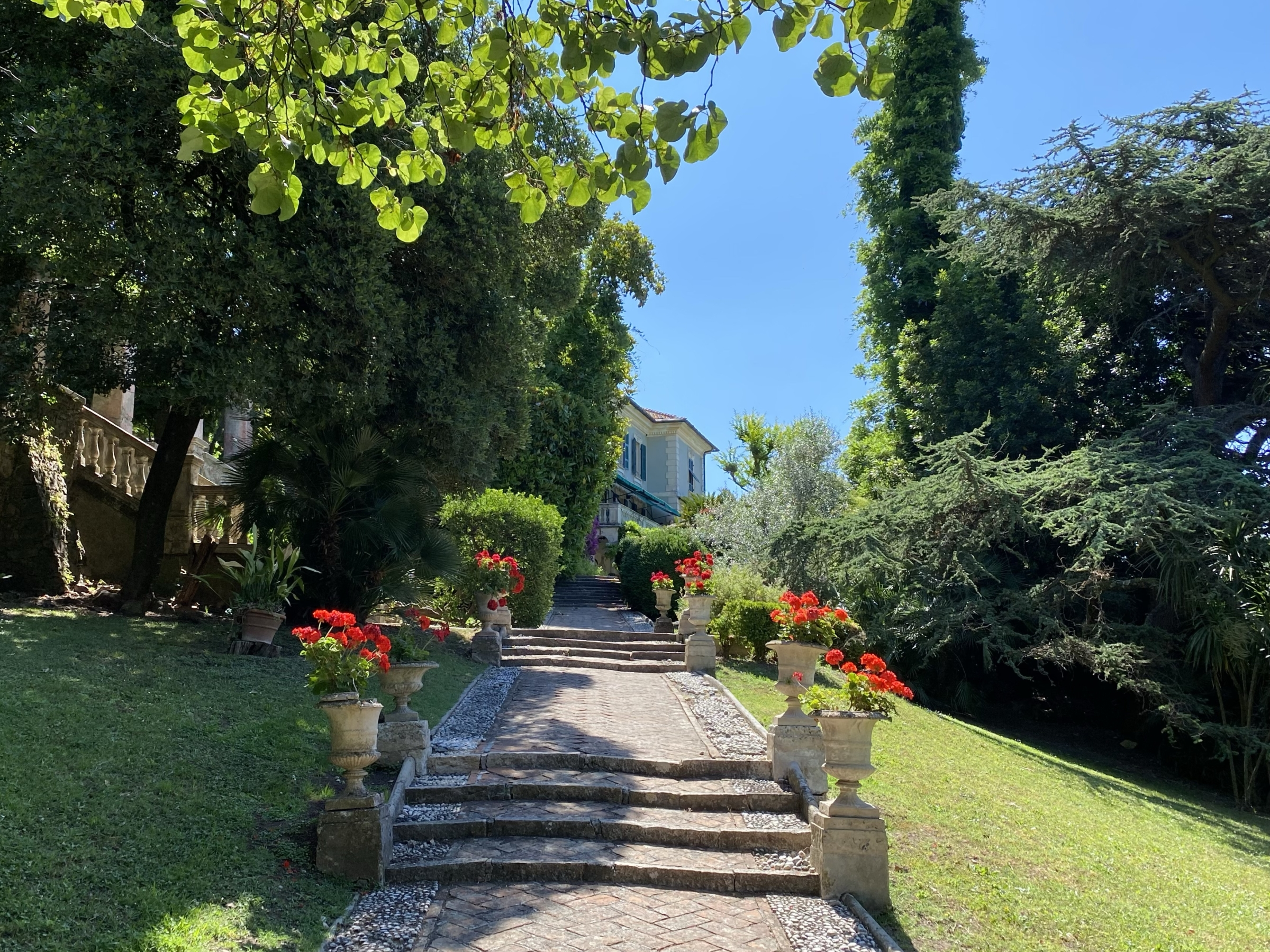
Weg vom englischen Park zur Villa

Die Villa fügt sich übergangslos in die Vegetation des Parks ein, der etwa vier Hektar Land einnimmt und nach Kriterien angelegt wurde, die dem mediterranen Garten gemeinsam sind: lokale, wild wachsende und kultivierte Pflanzen, aber auch speziell importierte exotische Pflanzen. Der Park wird von vielen verschiedenen Pflanzen beschattet, darunter Magnolien und Kampferbäume sowie Zypressen, Olivenbäume und Steineichen, die sich auf Terrassen fast bis zum Meer erstrecken.
Der im englischen Stil gestaltete Teil des Parks wurde von den Cochranes Anfang des 20. Jahrhunderts angelegt. Eine lange Glyzinien-Pergola durchzieht ihn und trennt dabei kultivierte Bereiche, darunter mehrere Teiche, ein Rosengarten, ein Gemüsegarten und ein Obstgarten, von einer monumentalen abfallenden Rasenfläche mit Teich und Springbrunnen. Am Rand der Rasenfläche verläuft ein Weg unterhalb und parallel zur Pergola, der von Hecken mit Blumentöpfen gesäumt wird. Percy Cochrane ließ eine komplexe Wasserversorgung und Gewächshäuser anlegen, die heute noch genutzt werden. Für die endgültige Fertigstellung des englischen Gartens benötigten die Cochranes etwa 20 Jahre. Die Familie Carnevale nahm keine nennenswerten Änderungen an der Parkanlage vor, sondern begnügte sich mit der Erhaltung des Bestands, so dass der Landsitz seine äußere Gestaltung aus den 1920er Jahren bewahrt hat.